# Lisboa Oriente
Lisboa Oriente (pol. Lizbona Wschodnia) – dworzec kolejowy w Lizbonie, położony w pobliżu terenów wystawowych Expo ’98, a obecnie Parque das Nações. Budynek stacji został zaprojektowany przez hiszpańskiego architekta Santiaga Calatravę. 

## Charakterystyka

### Położenie
Budynek usytuowany jest w pobliżu Avenida D. João II, przy Avenida de Berlim i Rua Conselheiro Mariano de Carvalho, w mieście Lizbona. Leży bardzo blisko starego przystanku kolejowego Olivais, zburzonego w 1990 roku, aby zrobić miejsce na nową stację.

### Opis
Kompleks obejmuje stację lizbońskiego metra (Oriente) na pierwszym poziomie i powierzchnię handlową oraz dworzec autobusowy (zarówno kursy lokalne oraz dalekobieżne) na dwóch poziomach, dwa ostatnie poziomy zajmowane są przez dworzec kolejowy, obsługiwane przez pociągi CP, zarówno regionalne, miejskie i międzymiastowe.

### Infrastruktura
Posiada 8 torów o długości między 510 a 720 m, ja i cztery perony, każdy o długości 309 m i 60–70 cm wysokości.

### Transport miejski
Autobusy Carris:
208 Cais do Sodré <> Estação Oriente (Interface)
210 Cais do Sodré <> Prior Velho
400 Rossio de Levante <> Parque das Nações Sul
705 Estação Oriente (Interface) <> Estação Roma-Areeiro
708 Martim Moniz <> Parque das Nações Norte
712 Estação Santa Apolónia <> Alcântara Mar (Museu Oriente)
725 Estação Oriente (Interface) <> Prior Velho – Rua Maestro Lopes Graça
728 Restelo – Avenida das Descobertas <> Portela – Avenida dos Descobrimentos
744 Marquês de Pombal <> Moscavide (Qta. Laranjeiras
750 Estação Oriente (Interface) <> Algés
759 Restauradores <> Estação Oriente (Interface)
782 Cais do Sodré <> Praça José Queirós
793 Marvila <> Estação Roma-Areeiro
794 Terreiro do Paço <> Estação Oriente (Interface)

## Historia
W 1994 roku została zaplanowana w ramach projektu modernizacji Linha do Norte, zmian w trasie tej linii kolejowej, w celu poprawy dostępności do przyszłej stacji Oriente. Stacja miała być zbudowany z okazji światowej wystawy Expo 1998. Na projekt stacji był rozpisany międzynarodowy konkurs.
Gare do Oriente został zaprojektowany przez architekta Santiaga Calatravę w 1995, i został otwarty 19 maja 1998 roku, na Światową Wystawę 1998.
W momencie oddania do użytku, była to największa stacja intermodalna w Portugalii. Otrzymała Nagrodę Brunel'a 7 października 1998 roku w kategorii dużych stacji wybudowanych oryginalne.

## Galeria zdjęć

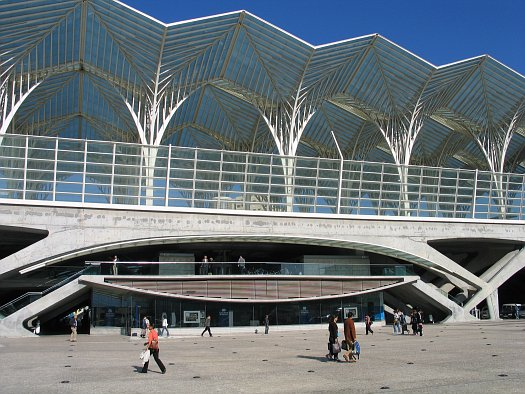
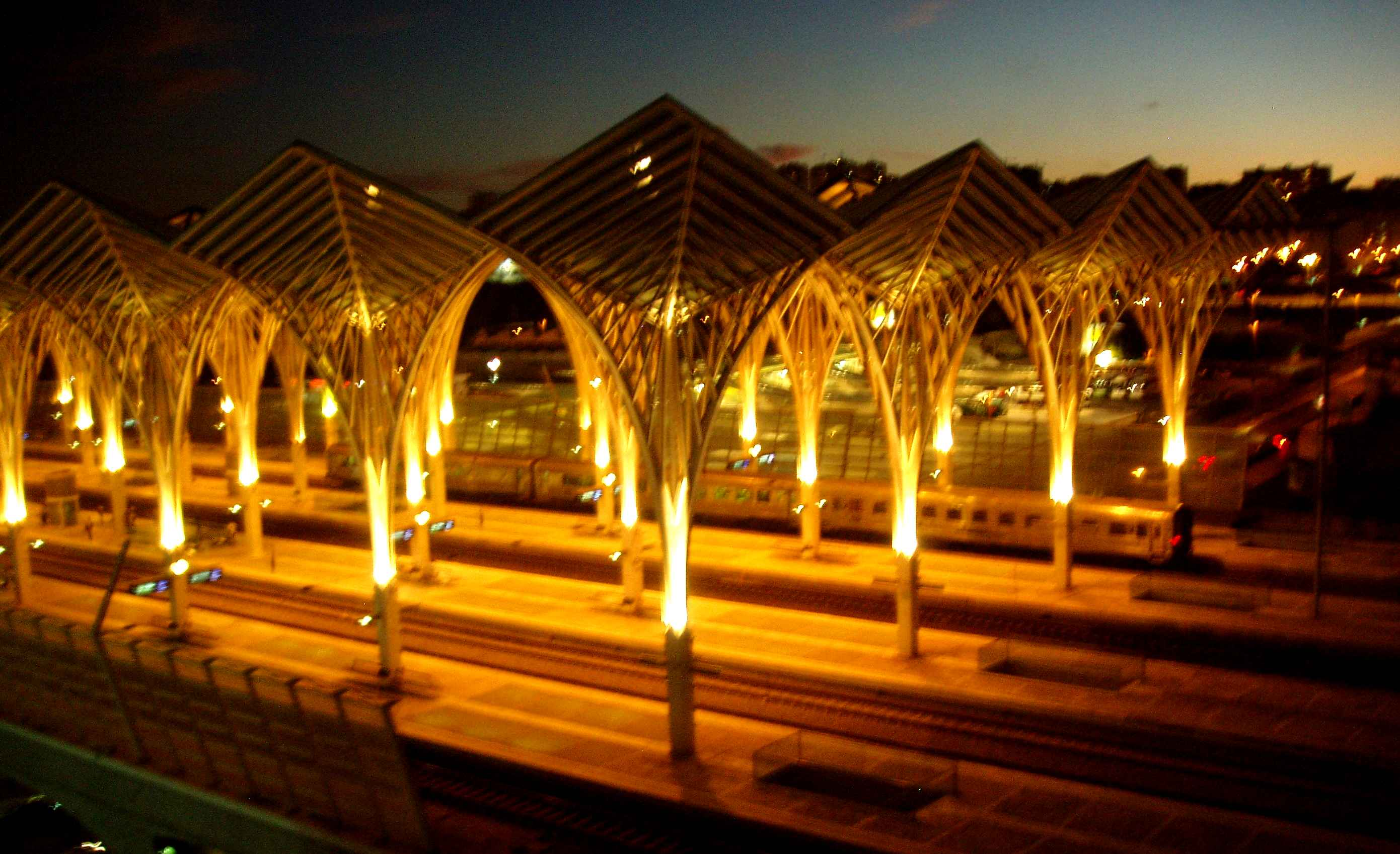
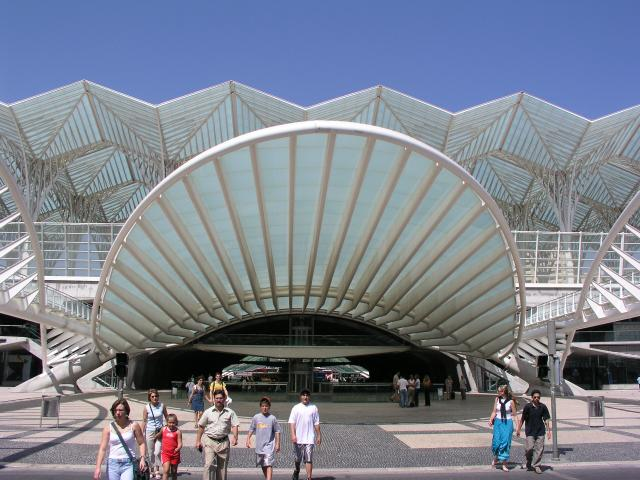
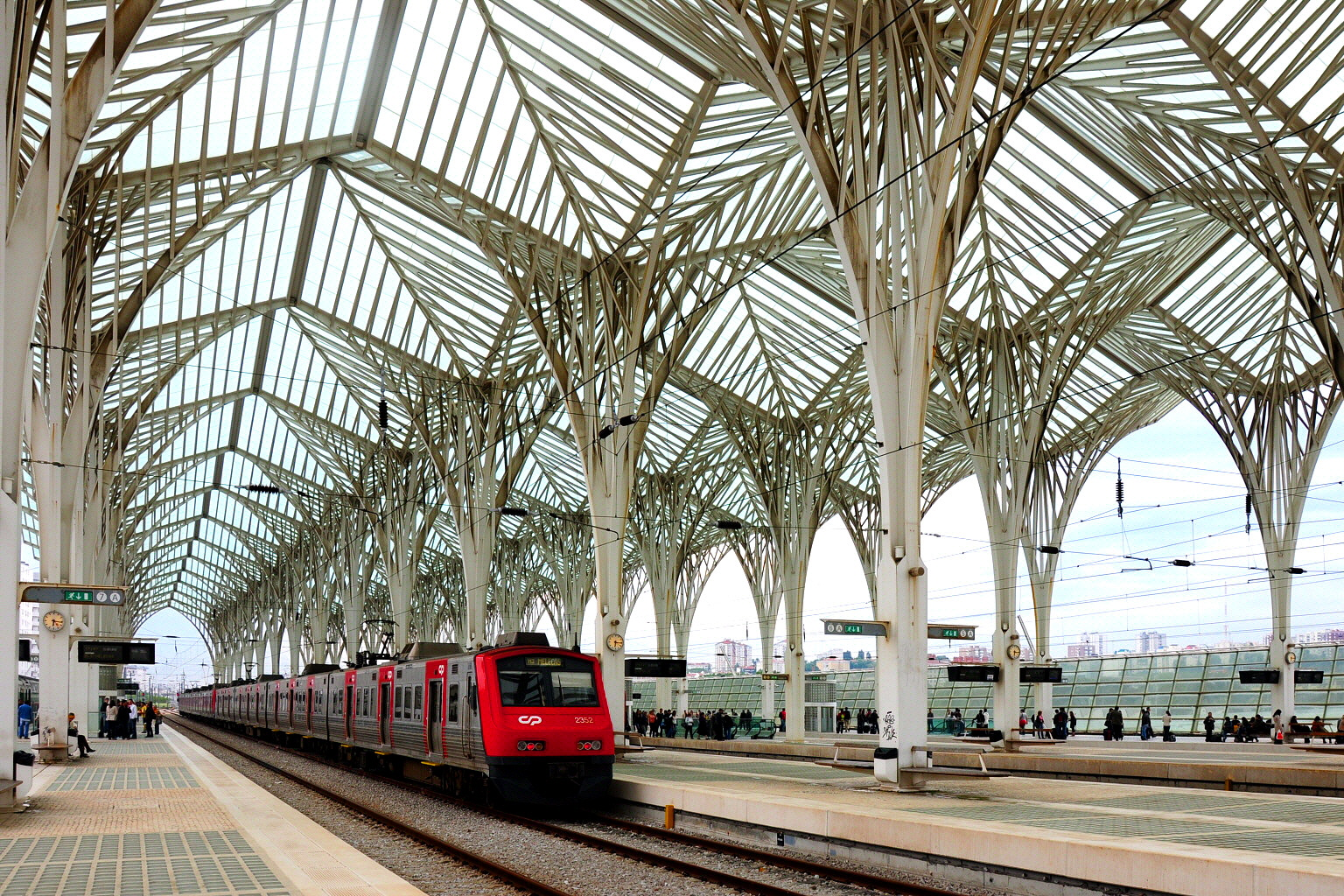
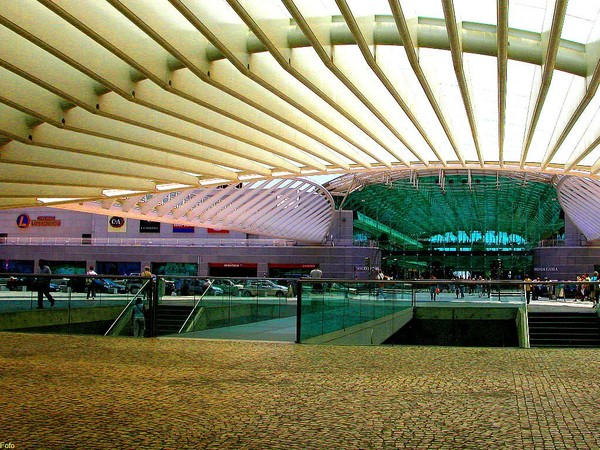
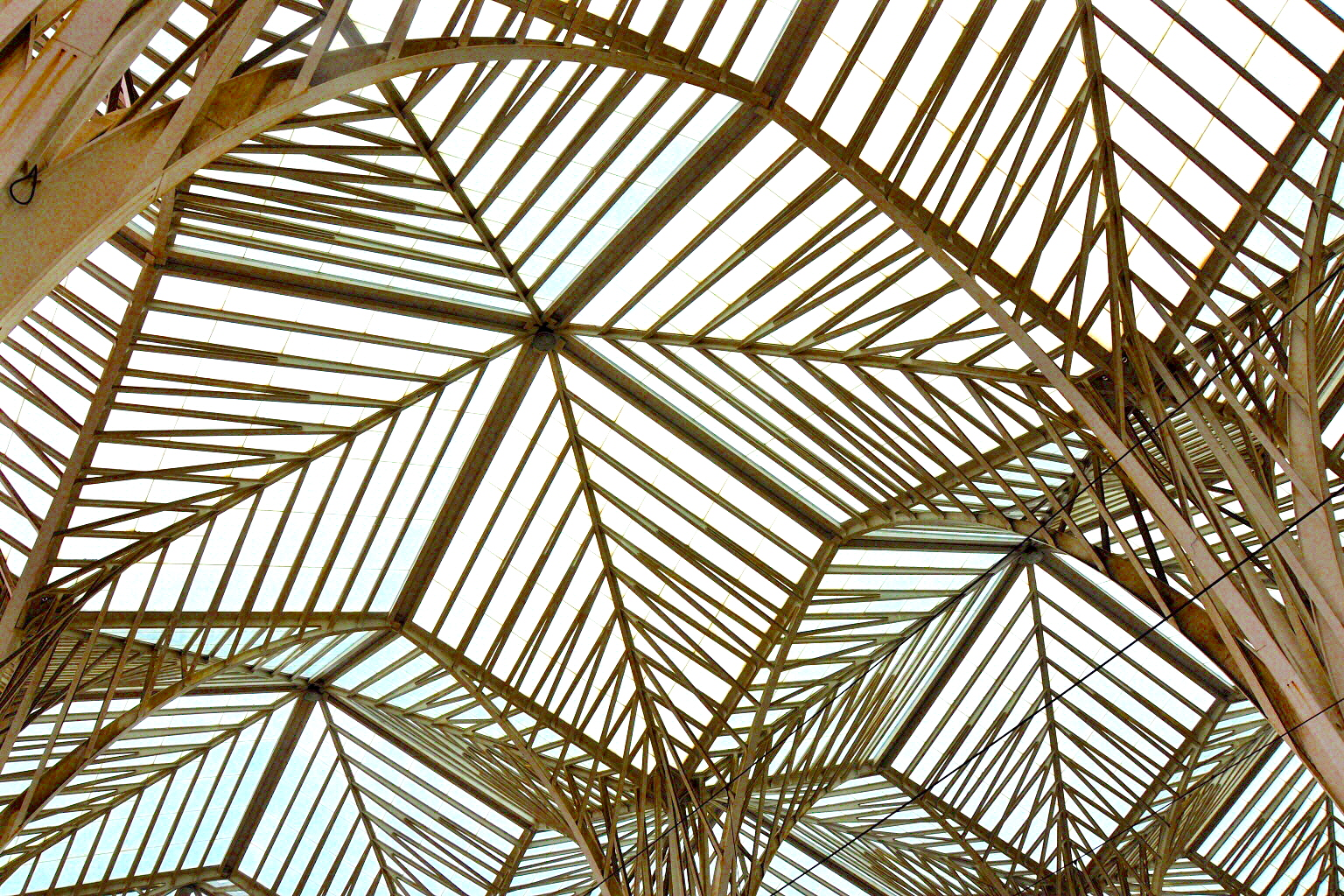

## Linie kolejowe
- Linha do Norte